# Ernie Holmes
Ernie Holmes (Jamestown, 11 de julho de 1948 – Beaumont, 17 de janeiro de 2008) é um ex-jogador profissional de futebol americano estadunidense

## Carreira
Ernie Holmes foi campeão da temporada de 1975 da National Football League jogando pelo Pittsburgh Steelers.